# 루이스 아파리시오 상
루이스 아파리시오 상(영어: Luis Aparicio Award)은 메이저 리그 베이스볼에서 최고의 성과를 기록한 베네수엘라 선수를 기념해 일 년에 한번 수여되는 상이며, 베네수엘라의 스포츠 저널리스트가 투표해 선정된다.

## 역대 수상자
| 연도 | 이름                  | 포지션    | 팀                  | 특징                                                           |
| ---- | --------------------- | --------- | ------------------- | -------------------------------------------------------------- |
| 2004 | 요한 산타나           | 선발 투수 | 미네소타 트윈스     | 아메리칸 리그 사이 영 상 수상                                  |
| 2005 | 미겔 카브레라         | 좌익수    | 플로리다 말린스     | 내셔널 리그 공격 부문에 선정                                   |
| 2006 | 요한 산타나 (2번째)   | 선발 투수 | 미네소타 트윈스     | 아메리칸 리그 사이 영 상 수상자                                |
| 2007 | 매글리오 오도네즈     | 우익수    | 디트로이트 타이거스 | 아메리칸 리그 타격왕                                           |
| 2008 | 프란시스코 로드리게스 | 구원 투수 | LA 에인절스         | 한 시즌 제일 많은 세이브 기록                                  |
| 2009 | 펠릭스 에르난데스     | 선발 투수 | 시애틀 매리너스     | 아메리칸 리그 다승왕, 승률 1위                                 |
| 2010 | 카를로스 곤살레스     | 외야수    | 콜로라도 로키스     | 내셔널 리그 타격왕, 안타 1위, 타점 2위, 득점 3위, 홈런 4위     |
| 2011 | 미겔 카브레라         | 3루수     | 디트로이트 타이거스 | 아메리칸 리그 타격왕, 출루율 1위, 2루타 1위                    |
| 2012 | 미겔 카브레라         | 3루수     | 디트로이트 타이거스 | 아메리칸 리그 MVP, 트리플 크라운, 실버 슬러거, 행크 아론 상    |
| 2013 | 미겔 카브레라         | 3루수     | 디트로이트 타이거스 | 아메리칸 리그 MVP, 타격왕, 홈런 2위, 실버 슬러거, 행크 아론 상 |
| 2014 | 호세 알투베           | 2루수     | 휴스턴 애스트로스   | 아메리칸 리그 타격왕, 안타 1위, 도루 1위                       |